# یونیورسال استودیوز هالیوود
یونیورسال استودیوز هالیوود (انگلیسی: Universal Studios Hollywood) شرکت سرگرمی آمریکایی است، که در سال ۱۹۱۲ تأسیس شد.